# Carducci (krater)
Carducci är en nedslagskrater på planeten Merkurius. Carducci är ungefär 108 kilometer i diameter.
1976 namngavs den efter den italienska poeten och nobelpristagaren Giosuè Carducci.